# 수페르타사 칸디두 드 올리베이라
수페르타사 칸디두 드 올리베이라(Supertaça Cândido de Oliveira)는 매년 포르투갈 프리메이라리가의 우승팀과 타사 드 포르투갈의 우승팀이 겨루는 슈퍼컵으로 포르투갈의 전 선수이자 감독이였던 칸디드 드 올리베이라의 이름을 따서 부르고 있다.

## 역사

### 이전의 대회
포르투갈에서 슈퍼컵 형식의 경기가 처음 열린건 1944년이었다. 6월 10일, 이스타디우 나시오날의 개장을 기념해서 타사 임페리오(Taça Império)라는 특별 경기를 1943-44 시즌 프리메이라 디비장의 챔피언이었던 스포르팅과 타사 드 포르투갈의 챔피언이었던 벤피카가 경기를 가졌다. 이 경기는 연장전 끝에 스포르팅이 3:2로 승리하였다. 이후 이스타디우 나시오날을 소유하고 있는 포르투갈 축구 협회(FPF)가 타사 이스타지우(Taça Estádio)라는 명칭으로 슈퍼컵을 조직하려 했으나 취소되었다. 20년 후, 1964년에 언론 협회(Casa da Imprensa)가 주최한 타사 드 오루 다 임프렌사(Taça de Ouro da Imprensa)에서 벤피카 (리그 우승팀)가 스포르팅(컵 대회 우승팀)에 5:0으로 승리했다.

### 수페르타사 칸디두 드 올리베이라

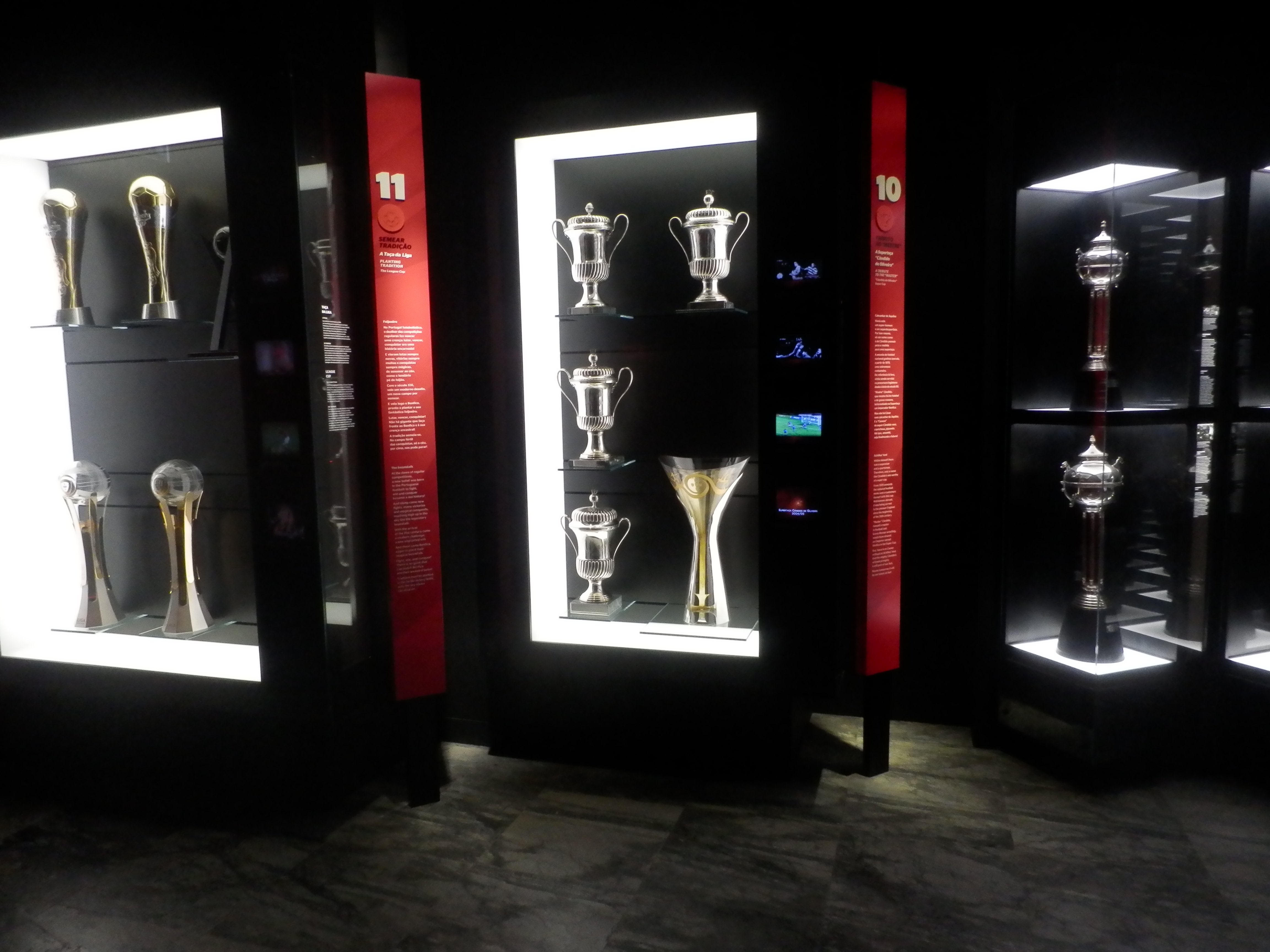
현재까지 수여되었던 트로피 사진

수페르타사는 비공식적으로 1979-80 시즌에 당시 지역 더비팀이었던 보아비스타(컵 대회 우승팀)와 포르투(리그 우승팀)의 경기로 시작되었다. 이 경기에서 보아비스타는 포르투를 2:1로 이겼다. 다음해에는 다른 더비팀인 스포르팅과 벤피카가 맞붙어서 홈&어웨이 방식으로 2경기를 진행했다. 2번의 비공식 슈퍼컵이 성공적으로 흥행하자 FPF는 공식적으로 매년 홈&어웨이로 2경기를 치르는 슈퍼컵 대회를 조직하고 포르투갈의 전 선수이자 감독이였던 칸디드 드 올리베이라를 기리는 의미로 수페르타사 칸디두 드 올리베이라로 대회 명칭을 정했다. 수페르타사의 첫 공식 경기는 1982-83 시즌에 진행되었다.

## 경기 방식
처음의 경기 방식은 양 팀이 2경기를 치르는데 원정골을 구별하지 않고 최종 합계 스코어로 우승팀을 가렸다. 합계 스코어가 같을 경우 중립 경기장에서 재경기를 치렀다.
2000년도에 이르러 지속적으로 수페르타사의 관심도가 떨어지고 빠듯한 리그 일정을 조정하기 위해 FPF는 2001년도 대회부터 기존의 홈&어웨이 방식에서 단판 승부식으로 바꾸고 FPF가 정하는 중립 경기장에서 실시하기로 결정하였다.

## 역대 대회
| 전신 대회                |             |              |             |                 |                                 |
| 타사 임페리오 (공식)     |             |              |             |                 |                                 |
| 연도                     | 우승        | 스코어       | 준우승      | 날짜            | 경기장                          |
| 1944                     | 스포르팅 CP | 3–2 (연장전) | 벤피카      | 1944년 6월 10일 | 이스타디우 나시오날, 오에이라스 |
| 1944                     | 단판 경기   |              |             |                 |                                 |
| 타사 드 오루 다 임프렌사 |             |              |             |                 |                                 |
| 연도                     | 우승        | 스코어       | 준우승      | 날짜            | 경기장                          |
| 1964                     | 벤피카      | 5–0          | 스포르팅 CP | 1964년 3월 29일 | 이스타디우 두 헤스텔루, 리스본  |
| 1964                     | 단판 경기   |              |             |                 |                                 |

| 결승전              |      |                                             |                    |                          |                  |                                               |
| 회차                | 연도 | 홈팀                                        | 점수               | 원정팀                   | 날짜             | 경기장                                        |
| 비공식 대회         |      |                                             |                    |                          |                  |                                               |
| 단판 경기           |      |                                             |                    |                          |                  |                                               |
| 1                   | 1979 | 포르투                                      | 1–2                | 보아비스타               | 1979년 8월 17일  | 이스타디우 다스 안타스, 포르투                |
| 1                   | 1979 | 단판 경기                                   |                    |                          |                  |                                               |
| 홈 앤드 어웨이 경기 |      |                                             |                    |                          |                  |                                               |
| 2                   | 1980 | 스포르팅 CP                                 | 2–2                | 벤피카                   | 1980년 9월 10일  | 이스타디우 조제 알발라드, 리스본              |
| 2                   | 1980 | 벤피카                                      | 2–1                | 스포르팅 CP              | 1980년 10월 29일 | 이스타디우 다 루스, 리스본                    |
| 2                   | 1980 | 벤피카가 합계 4-3으로 우승                  |                    |                          |                  |                                               |
| 공식 대회           |      |                                             |                    |                          |                  |                                               |
| 3                   | 1981 | 벤피카                                      | 2–0                | 포르투 ‡                 | 1981년 12월 1일  | 이스타디우 다 루스, 리스본                    |
| 3                   | 1981 | 포르투 ‡                                    | 4–1                | 벤피카                   | 1981년 12월 8일  | 이스타디우 다스 안타스, 포르투                |
| 3                   | 1981 | 포르투가 합계 4–3으로 우승                  |                    |                          |                  |                                               |
| 4                   | 1982 | 브라가 ‡                                    | 2–1                | 스포르팅 CP              | 1982년 10월 9일  | 이스타디우 1º 드 마이우, 브라가               |
| 4                   | 1982 | 스포르팅 CP                                 | 6–1                | 브라가 ‡                 | 1982년 12월 1일  | 이스타디우 조제 알발라드, 리스본              |
| 4                   | 1982 | 스포르팅이 합계 7–3으로 우승                |                    |                          |                  |                                               |
| 5                   | 1983 | 포르투 ‡                                    | 0–0                | 벤피카                   | 1983년 12월 8일  | 이스타디우 다스 안타스, 포르투                |
| 5                   | 1983 | 벤피카                                      | 1–2                | 포르투 ‡                 | 1983년 12월 14일 | 이스타디우 다 루스, 리스본                    |
| 5                   | 1983 | 포르투 (2회)가 합계 2–1로 우승              |                    |                          |                  |                                               |
| 6                   | 1984 | 벤피카                                      | 1–0                | 포르투                   | 1985년 3월 27일  | 이스타디우 다 루스, 리스본                    |
| 6                   | 1984 | 포르투                                      | 1–0                | 벤피카                   | 1985년 4월 17일  | 이스타디우 다스 안타스, 포르투                |
| 6                   | 1984 | 합계: 1–1                                   |                    |                          |                  |                                               |
| 6                   | 1984 | 포르투                                      | 3–0                | 벤피카                   | 1985년 5월 16일  | 이스타디우 다스 안타스, 포르투                |
| 6                   | 1984 | 벤피카                                      | 0–1                | 포르투                   | 1985년 5월 30일  | 이스타디우 다 루스, 리스본                    |
| 6                   | 1984 | 최종 재경기: 포르투 (3)가 합계 4–0으로 우승 |                    |                          |                  |                                               |
| 7                   | 1985 | 벤피카                                      | 1–0                | 포르투                   | 1985년 11월 20일 | 이스타디우 다 루스, 리스본                    |
| 7                   | 1985 | 포르투                                      | 0–0                | 벤피카                   | 1985년 12월 4일  | 이스타디우 다스 안타스, 포르투                |
| 7                   | 1985 | 벤피카 (2)가 합계 1–0 으로 승리             |                    |                          |                  |                                               |
| 8                   | 1986 | 포르투                                      | 1–1                | 벤피카                   | 1986년 11월 19일 | 이스타디우 다스 안타스, 포르투                |
| 8                   | 1986 | 벤피카                                      | 2–4                | 포르투                   | 1986년 11월 26일 | 이스타디우 다 루스, 리스본                    |
| 8                   | 1986 | 포르투 (4)가 합계 5–3으로 승리              |                    |                          |                  |                                               |
| 9                   | 1987 | 벤피카                                      | 0–3                | 스포르팅 CP ‡            | 1987년 12월 6일  | 이스타디우 다 루스, 리스본                    |
| 9                   | 1987 | 스포르팅 CP ‡                               | 1–0                | 벤피카                   | 1987년 12월 20일 | 이스타디우 조제 알발라드, 리스본              |
| 9                   | 1987 | 스포르팅 (2)이 합계 4–0으로 우승            |                    |                          |                  |                                               |
| 10                  | 1988 | 비토리아 드 기마랑이스 ‡                    | 2–0                | 포르투                   | 1988년 9월 28일  | 이스타디우 무니시팔 드 기마랑이스, 기마랑이스 |
| 10                  | 1988 | 포르투                                      | 0–0                | 비토리아 드 기마랑이스 ‡ | 1988년 10월 19일 | 이스타디우 다스 안타스, 포르투                |
| 10                  | 1988 | 비토리아 드 기마랑이스가 2–0으로 우승       |                    |                          |                  |                                               |
| 11                  | 1989 | 벤피카                                      | 2–0                | 벨레넨스스               | 1989년 10월 25일 | 이스타디우 다 루스, 리스본                    |
| 11                  | 1989 | 벨레넨스스                                  | 0–2                | 벤피카                   | 1989년 11월 29일 | 이스타디우 두 헤스텔루, 리스본                |
| 11                  | 1989 | 벤피카 (3)가 합계 4–0으로 우승              |                    |                          |                  |                                               |
| 12                  | 1990 | 이스트렐라 다 아마도라                      | 2–1                | 포르투                   | 1990년 8월 7일   | 이스타디우 조제 고메스, 아마도라              |
| 12                  | 1990 | 포르투                                      | 3–0                | 이스트렐라 다 아마도라   | 1990년 8월 14일  | 이스타디우 다스 안타스, 포르투                |
| 12                  | 1990 | 포르투 (5)가 합계 4–2로 우승                |                    |                          |                  |                                               |
| 13                  | 1991 | 벤피카                                      | 2–1                | 포르투                   | 1991년 12월 18일 | 이스타디우 다 루스, 리스본                    |
| 13                  | 1991 | 포르투                                      | 1–0                | 벤피카                   | 1992년 1월 29일  | 이스타디우 다스 안타스, 포르투                |
| 13                  | 1991 | 합계: 2–2                                   |                    |                          |                  |                                               |
| 13                  | 1991 | 포르투 (6)                                  | 1–1 연장전 (4–3 p) | 벤피카                   | 1992년 9월 9일   | 이스타디우 시다드 드 코임브라, 코임브라       |
| 13                  | 1991 | 최종 재경기 (피날리시마)                    |                    |                          |                  |                                               |
| 14                  | 1992 | 포르투                                      | 1–2                | 보아비스타               | 1992년 12월 16일 | 이스타디우 다스 안타스, 포르투                |
| 14                  | 1992 | 보아비스타                                  | 2–2                | 포르투                   | 1993년 1월 6일   | 이스타디우 두 베사, 포르투                    |
| 14                  | 1992 | 보아비스타 (2)가 합계 4–3으로 우승          |                    |                          |                  |                                               |
| 15                  | 1993 | 벤피카                                      | 1–0                | 포르투                   | 1993년 8월 11일  | 이스타디우 다 루스, 리스본                    |
| 15                  | 1993 | 포르투                                      | 1–0                | 벤피카                   | 1993년 8월 15일  | 이스타디우 다스 안타스, 포르투                |
| 15                  | 1993 | 합계: 1–1                                   |                    |                          |                  |                                               |
| 15                  | 1993 | 포르투 (7)                                  | 2–2 연장 (4–3 p)   | 벤피카                   | 1994년 8월 17일  | 이스타디우 시다드 드 코임브라, 코임브라       |
| 15                  | 1993 | 최종 재경기 (피날리시마)                    |                    |                          |                  |                                               |
| 16                  | 1994 | 벤피카                                      | 1–1                | 포르투                   | 1994년 8월 24일  | 이스타디우 다 루스, 리스본                    |
| 16                  | 1994 | 포르투                                      | 0–0                | 벤피카                   | 1994년 9월 21일  | 이스타디우 다스 안타스, 포르투                |
| 16                  | 1994 | 합계: 1–1                                   |                    |                          |                  |                                               |
| 16                  | 1994 | 포르투 (8)                                  | 1–0                | 벤피카                   | 1995년 6월 20일  | 파르크 데 프랭스, 파리                        |
| 16                  | 1994 | 최종 재경기 (피날리시마)                    |                    |                          |                  |                                               |
| 17                  | 1995 | 스포르팅 CP                                 | 0–0                | 포르투                   | 1995년 8월 6일   | 이스타디우 조제 알발라드, 리스본              |
| 17                  | 1995 | 포르투                                      | 2–2                | 스포르팅 CP              | 1995년 8월 23일  | 이스타디우 다스 안타스, 포르투                |
| 17                  | 1995 | 합계: 2–2                                   |                    |                          |                  |                                               |
| 17                  | 1995 | 스포르팅 CP (3)                             | 3–0                | 포르투                   | 1996년 4월 30일  | 파르크 데 프랭스, 파리                        |
| 17                  | 1995 | 최종 재경기 (피날리시마)                    |                    |                          |                  |                                               |
| 18                  | 1996 | 포르투                                      | 1–0                | 벤피카                   | 1996년 8월 18일  | 이스타디우 다스 안타스, 포르투                |
| 18                  | 1996 | 벤피카                                      | 0–5                | 포르투                   | 1996년 9월 18일  | 이스타디우 다 루스, 리스본                    |
| 18                  | 1996 | 포르투 (9)가 합계 6–0으로 우승              |                    |                          |                  |                                               |
| 19                  | 1997 | 보아비스타                                  | 2–0                | 포르투                   | 1997년 8월 15일  | 이스타디우 두 베사, 포르투                    |
| 19                  | 1997 | 포르투                                      | 1–0                | 보아비스타               | 1997년 9월 10일  | 이스타디우 다스 안타스, 포르투                |
| 19                  | 1997 | 보아비스타 (3)가 합계 2–1로 우승            |                    |                          |                  |                                               |
| 20                  | 1998 | 포르투                                      | 1–0                | 브라가 ‡                 | 1998년 8월 8일   | 이스타디우 다스 안타스, 포르투                |
| 20                  | 1998 | 벤피카 ‡                                    | 1–1                | 포르투                   | 1998년 9월 8일   | 이스타디우 1º 드 마이우, 브라가               |
| 20                  | 1998 | 포르투 (10)가 합계 2–1로 우승               |                    |                          |                  |                                               |
| 21                  | 1999 | 베이라마르                                  | 1–2                | 포르투                   | 1999년 8월 7일   | 이스타디우 마리오 두아르테, 아베이루          |
| 21                  | 1999 | 포르투                                      | 3–1                | 베이라마르               | 1999년 8월 15일  | 이스타디우 다스 안타스, 포르투                |
| 21                  | 1999 | 포르투 (11)가 합계 5–2로 우승               |                    |                          |                  |                                               |
| 22                  | 2000 | 포르투                                      | 1–1                | 스포르팅 CP              | 2000년 8월 13일  | 이스타디우 다스 안타스, 포르투                |
| 22                  | 2000 | 스포르팅 CP                                 | 0–0                | 포르투                   | 2001년 1월 31일  | 이스타디우 조제 알발라드, 리스본              |
| 22                  | 2000 | 합계: 1–1                                   |                    |                          |                  |                                               |
| 22                  | 2000 | 스포르팅 CP (4)                             | 1–0                | 포르투                   | 2001년 5월 16일  | 이스타디우 시다드 드 코임브라, 코임브라       |
| 22                  | 2000 | 최종 재경기 (피날리시마)                    |                    |                          |                  |                                               |
| 단판 경기           |      |                                             |                    |                          |                  |                                               |
| 회차                | 연도 | 우승                                        | 점수               | 준우승                   | 날짜             | 경기장                                        |
| 23                  | 2001 | 포르투 (12)                                 | 1–0                | 보아비스타               | 2001년 8월 4일   | 이스타디우 두 히우 아브 FC, 빌라두콘드        |
| 24                  | 2002 | 스포르팅 CP (5)                             | 5–1                | 레이숑이스 ‡             | 2002년 8월 18일  | 이스타디우 두 본핑, 세투발                    |
| 25                  | 2003 | 포르투 (13)                                 | 1–0                | 레이리아 ‡               | 2003년 8월 10일  | 이스타디우 무니시팔 드 기마랑이스, 기마랑이스 |
| 26                  | 2004 | 포르투 (14)                                 | 1–0                | 벤피카                   | 2004년 8월 20일  | 이스타디우 시다드 드 코임브라, 코임브라       |
| 27                  | 2005 | 벤피카 (4)                                  | 1–0                | 비토리아 드 세투발       | 2005년 8월 13일  | 이스타디우 알가르브, 파루/롤레                |
| 28                  | 2006 | 포르투 (15)                                 | 3–0                | 비토리아 드 세투발 ‡     | 2006년 8월 19일  | 이스타디우 Dr. 마갈량이스 페소아, 레이리아    |
| 29                  | 2007 | 스포르팅 CP (6)                             | 1–0                | 포르투                   | 2007년 8월 11일  | 이스타디우 Dr. 마갈량이스 페소아, 레이리아    |
| 30                  | 2008 | 스포르팅 CP (7)                             | 2–0                | 포르투                   | 2008년 8월 16일  | 이스타디우 알가르브, 파루/롤레                |
| 31                  | 2009 | 포르투 (16)                                 | 2–0                | 파수스드페헤이라 ‡       | 2009년 8월 9일   | 이스타디우 무니시팔 드 아베이루, 아베이루     |
| 32                  | 2010 | 포르투 (17)                                 | 2–0                | 벤피카                   | 2010년 8월 7일   | 이스타디우 무니시팔 드 아베이루, 아베이루     |
| 33                  | 2011 | 포르투 (18)                                 | 2–1                | 비토리아 드 기마랑이스 ‡ | 2011년 8월 7일   | 이스타디우 무니시팔 드 아베이루, 아베이루     |
| 34                  | 2012 | 포르투 (19)                                 | 1–0                | 아카데미카 드 코임브라   | 2012년 8월 11일  | 이스타디우 무니시팔 드 아베이루, 아베이루     |
| 35                  | 2013 | 포르투 (20)                                 | 3–0                | 비토리아 드 기마랑이스   | 2013년 8월 10일  | 이스타디우 무니시팔 드 아베이루, 아베이루     |
| 36                  | 2014 | 벤피카 (5)                                  | 0–0 연장전 (3–2 p) | 히우 아브 ‡              | 2014년 8월 10일  | 이스타디우 무니시팔 드 아베이루, 아베이루     |
| 37                  | 2015 | 스포르팅 CP (8)                             | 1–0                | 벤피카                   | 2015년 8월 9일   | 이스타디우 알가르브, 파루/롤레                |
| 38                  | 2016 | 벤피카 (6)                                  | 3–0                | 브라가                   | 2016년 8월 7일   | 이스타디우 무니시팔 드 아베이루, 아베이루     |
| 39                  | 2017 | 벤피카 (7)                                  | 3–1                | 비토리아 드 기마랑이스 ‡ | 2017년 8월 5일   | 이스타디우 무니시팔 드 아베이루, 아베이루     |
| 40                  | 2018 | 포르투 (21)                                 | 3–1                | 아베스                   | 2018년 8월 4일   | 이스타디우 무니시팔 드 아베이루, 아베이루     |
| 41                  | 2019 | 벤피카 (8)                                  | 5–0                | 스포르팅 CP              | 2019년 8월 4일   | 이스타디우 알가르브, 파루/롤레                |
| 42                  | 2020 | 포르투 (22)                                 | 2–0                | 벤피카 ‡                 | 2020년 12월 23일 | 이스타디우 무니시팔 드 아베이루, 아베이루     |
| 43                  | 2021 | 스포르팅 CP (9)                             | 2–1                | 브라가                   | 2021년 7월 31일  | 이스타디우 무니시팔 드 아베이루, 아베이루     |
| 44                  | 2022 | 포르투 (23)                                 | 3–0                | 톤델라 ‡                 | 2022년 7월 30일  | 이스타디우 무니시팔 드 아베이루, 아베이루     |
| 45                  | 2023 | 벤피카 (9)                                  | 2-0                | 포르투                   | 2023년 8월 9일   | 이스타디우 무니시팔 드 아베이루, 아베이루     |
| 46                  | 2024 | 스포르팅 CP                                 | 3–4                | 포르투 (24)              | 2024년 8월 3일   | 이스타디우 무니시팔 드 아베이루, 아베이루     |
| 47                  | 2025 | 벤피카 (10) ‡                               | 1–0                | 스포르팅 CP              | 2025년 7월 31일  | 이스타디우 알가르브, 파루/롤레                |

| 우승팀            |
| 준우승팀          |
| ‡ 컵대회 준우승팀 |

## 구단별 성적
참고: 전신 대회인 1944년 대회와 1964년 대회는 포함하지 않음.
| 구단명                 | 우승 | 준우승 | 우승 연도 | 준우승 연도                                                                  |
| ---------------------- | ---- | ------ | --- | ---------------------------------------------------------------------------- |
| 포르투                 | 24   | 10     | 1981, 1983, 1984, 1986, 1990, 1991, 1993, 1994, 1996, 1998, 1999, 2001, 2003, 2004,2006, 2009, 2010, 2011, 2012, 2013, 2018, 2020, 2022, 2024 | 1979, 1985, 1992, 1995, 1997, 2000, 2007, 2008, 2023                         |
| 벤피카                 | 10   | 13     | 1980, 1985, 1989, 2005, 2014, 2016, 2017, 2019, 2023, 2025                                                                                    | 1981, 1983, 1984, 1986, 1987, 1991, 1993, 1994, 1996, 2004, 2010, 2015, 2020 |
| 스포르팅 CP            | 9    | 4      | 1982, 1987, 1995, 2000, 2002, 2007, 2008, 2015, 2021                                                                                          | 1980, 2019, 2024, 2025                                                       |
| 보아비스타             | 3    | 1      | 1979, 1992, 1997 | 2001                                                                         |
| 비토리아 드 기마랑이스 | 1    | 3      | 1988 | 2011, 2013, 2017                                                             |
| 브라가                 | 0    | 4      | – | 1982, 1998, 2016, 2021                                                       |
| 비토리아 드 세투발     | 0    | 2      | – | 2005, 2006                                                                   |
| 벨레넨스스             | 0    | 1      | – | 1989                                                                         |
| 이스트렐라 다 아마도라 | 0    | 1      | – | 1990                                                                         |
| 베이라마르             | 0    | 1      | – | 1999                                                                         |
| 레이숑이스             | 0    | 1      | – | 2002                                                                         |
| 레이리아               | 0    | 1      | – | 2003                                                                         |
| 파수스드페헤이라       | 0    | 1      | – | 2009                                                                         |
| 아카데미카 드 코임브라 | 0    | 1      | – | 2012                                                                         |
| 히우 아브              | 0    | 1      | – | 2014                                                                         |
| 아베스                 | 0    | 1      | – | 2018                                                                         |
| 톤델라                 | 0    | 1      | – | 2022                                                                         |

## 트로피
2012년까지는 FPF의 엠블럼이 새겨져 있는 은색 트로피가 수여되었다.

2013년부터 수여된 트로피 이미지

2013년에는 두 개의 크리스탈 조각이 하나로 합쳐져 있는 형태의 새로운 트로피를 공개했다.

## 같이 보기
- 축구 대회 목록